# Cajanus
Cajanus és un gènere de plantes membre de les leguminoses de la família Fabaceae, i inclou a Cajanus cajan (quinchoncho), Cajanus scarabaeoides.
Es distribueix a través d'Australàsia, amb moltes espècies endèmiques d'Austràlia.
Les espècies de Cajanus són aliment de larves d'algunes espècies de Lepidoptera, com Endoclita malabaricus.

## Espècies seleccionades
- Cajanus acutifolius
- Cajanus albicans
- Cajanus aromaticus
- Cajanus cajan
- Cajanus cinereus
- Cajanus confertiflorus
- Cajanus crassicaulis
- Cajanus kerstingii
- Cajanus lanceolatus
- Cajanus lanuginosus
- Cajanus latisepalus
- Cajanus mareebensis
- Cajanus marmoratus
- Cajanus pubescens
- Cajanus reticulatus
- Cajanus scarabaeoides
- Cajanus viscidus